# Вырлица (станция метро)
«Вы́рлица» (укр. «Ви́рлиця»,  (слушать)о файле) — 45-я станция Киевского метрополитена. Расположена в Дарницком районе города Киева, на Сырецко-Печерской линии между станциями «Харьковская» и «Бориспольская». Открыта 4 марта 2006 года. Название — от расположенного рядом озера Вырлица.

## Конструкция
Станция мелкого заложения. Подземный зал с двумя посадочными платформами «берегового типа», находящимися по бокам от путей. Своды зала опираются на ряд колонн, расположенных в центре зала между путями. Подземный вестибюль соединён лестничными маршами и лифтами с посадочными платформами. Выходы с лестниц и лифтов расположены по центру платформ.
Станция «Вырлица» является первой подземной станцией Киевского метрополитена с изогнутой формой платформ и первой подземной станцией с платформами «берегового типа» (первая наземная (эстакадная) станция с платформами «берегового типа» — «Днепр»).

## Внешний вид
В отделке используется светло-серый гранит с зелёными вставками (в частности пол), а также бежевый мрамор. Колонны выложены серым мрамором, потолок отделан зелёной металлической вагонкой. Особенность станции заключается в том, что между её путями находится заборчик из профнастила, покрашенного в тёмно-синий цвет.

## История сооружения
Изначально на месте станции «Вырлица» был запроектирован и построен противопожарный высадочный комплекс. По политическим мотивам, в преддверии местных выборов, а также в связи с перспективой развития территории, прилегающей к станции, было принято решение в кратчайшие сроки построить на его месте полноценную станцию. Архитектура станции, особенно платформы, во многом зависела от того, что многое уже было построено и не подлежало изменениям. Например, в стене между путями находятся металлические трубы для укладки кабеля. Невозможность их облицовки без нарушения габаритов вынудила оставить стены необлицованными, а лишь окрашенными, а щели закрыты алюминиевым профилем. Только колонны между путями облицованы мрамором. В интерьере станции много алюминия, позволившего создать богатую пластику поверхностей, особенно потолка. Серебристый потолок из алюминиевых реек над посадочными платформами и на центральной балке напоминает волны озера, название которого является названием станции. Кассовый зал, куда ведёт пассажиров гранитная лестница, несколько отличается своей отделкой. На торцевой стене — стёкла с нанесённым панорамным изображением. Рисунок пола отражается в рисунке потолка. В перспективе на станции намечена организация ещё одного выхода.
Строилась станция в основном без закрытия движения на действующем участке, лишь в предпусковой период, после 18 февраля, движение на участке в вечернее время было перекрыто.
И-за того, что станция строилась «ударными» темпами, поскольку её открытие было запланировано незадолго до местных выборов, гидроизоляция станции была выполнена низкокачественно. В июне 2006 года во время ливня станция оказалась подтопленной, в результате чего её пришлось временно закрывать. Киевским городским головой было дано поручение провести служебное расследование причин затопления станции метро «Вырлица» и принять немедленные меры по ликвидации его последствий.

## Пассажиропоток
Одним из обоснований необходимости строительства станции назывался якобы потенциально высокий пассажиропоток на ней в недалёкой перспективе (до 60—70 тысяч пассажиров в сутки). Однако по факту «Вырлица» является одной из самых малозагруженных станций киевского метро.
| Год                             | 2009 | 2010 | 2011 | 2012 | 2013 | 2014 | 2015 | 2016 |
| ------------------------------- | ---- | ---- | ---- | ---- | ---- | ---- | ---- | ---- |
| Пассажиропоток, тыс. пас./сутки | 7,7  | 7,4  | 7,4  | 7,2  | 7,2  | 6,8  | 6,8  | 6,6  |

## Изображения

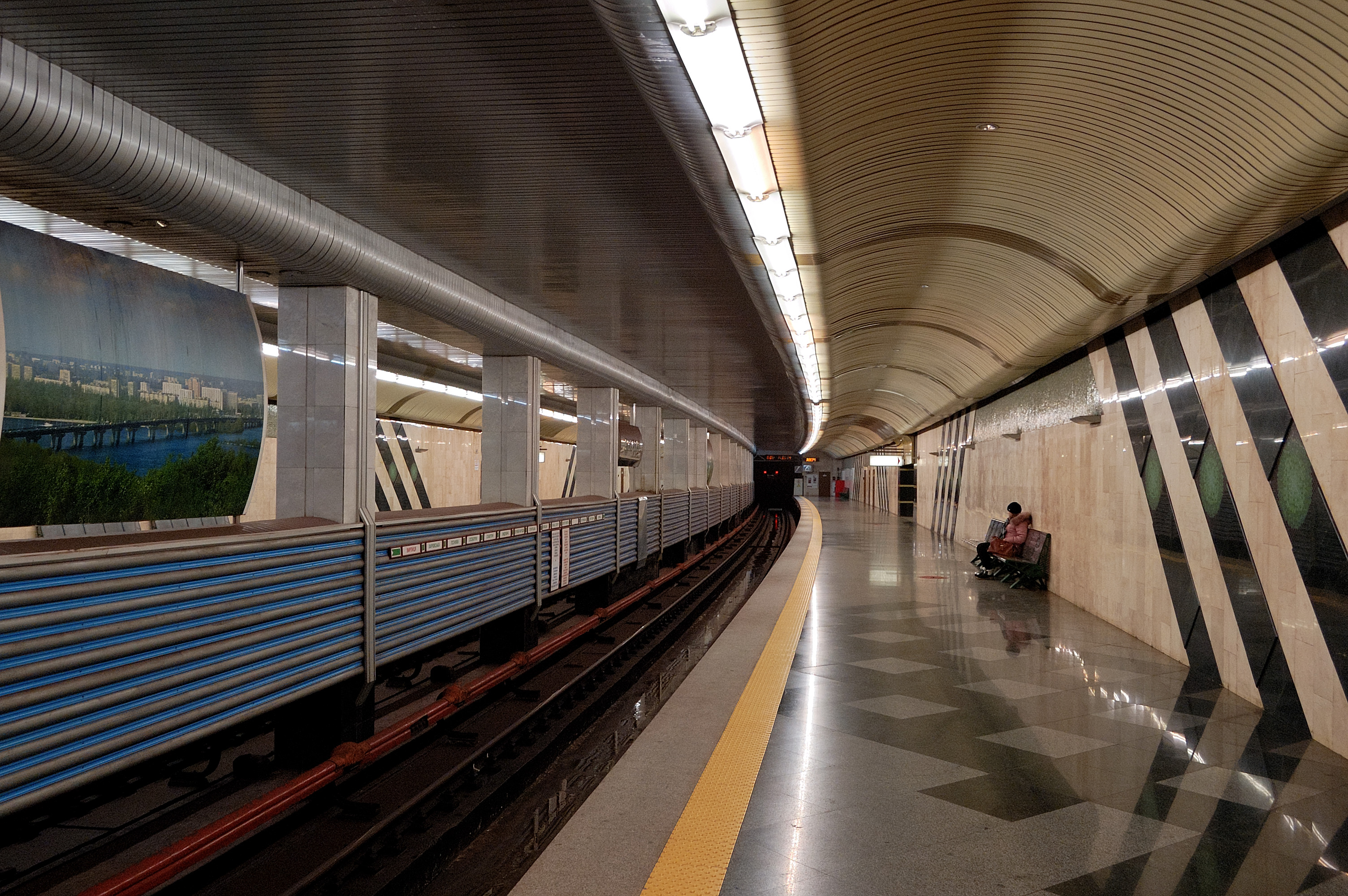
Платформа станции по 2-му пути
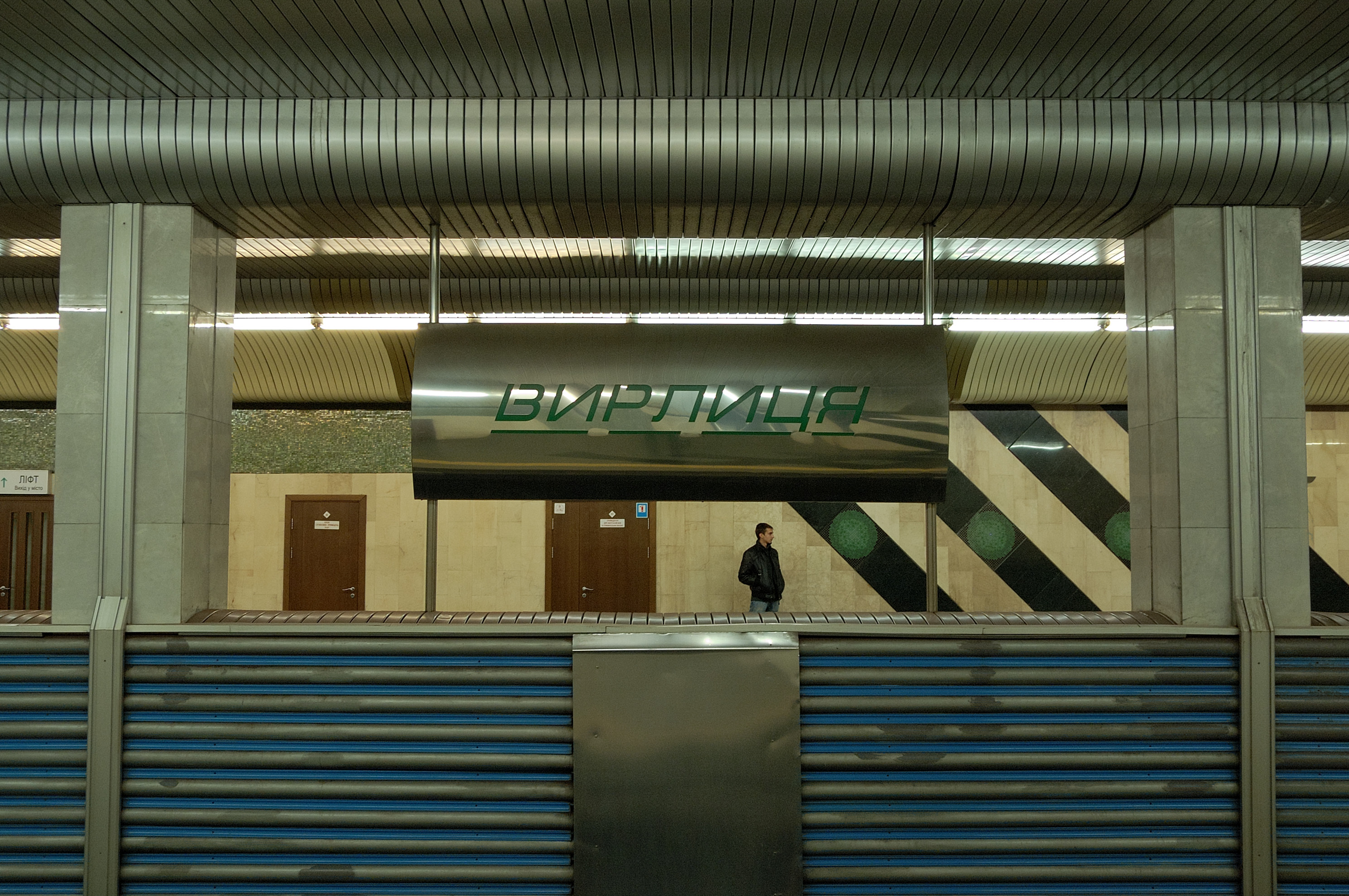
Название станции
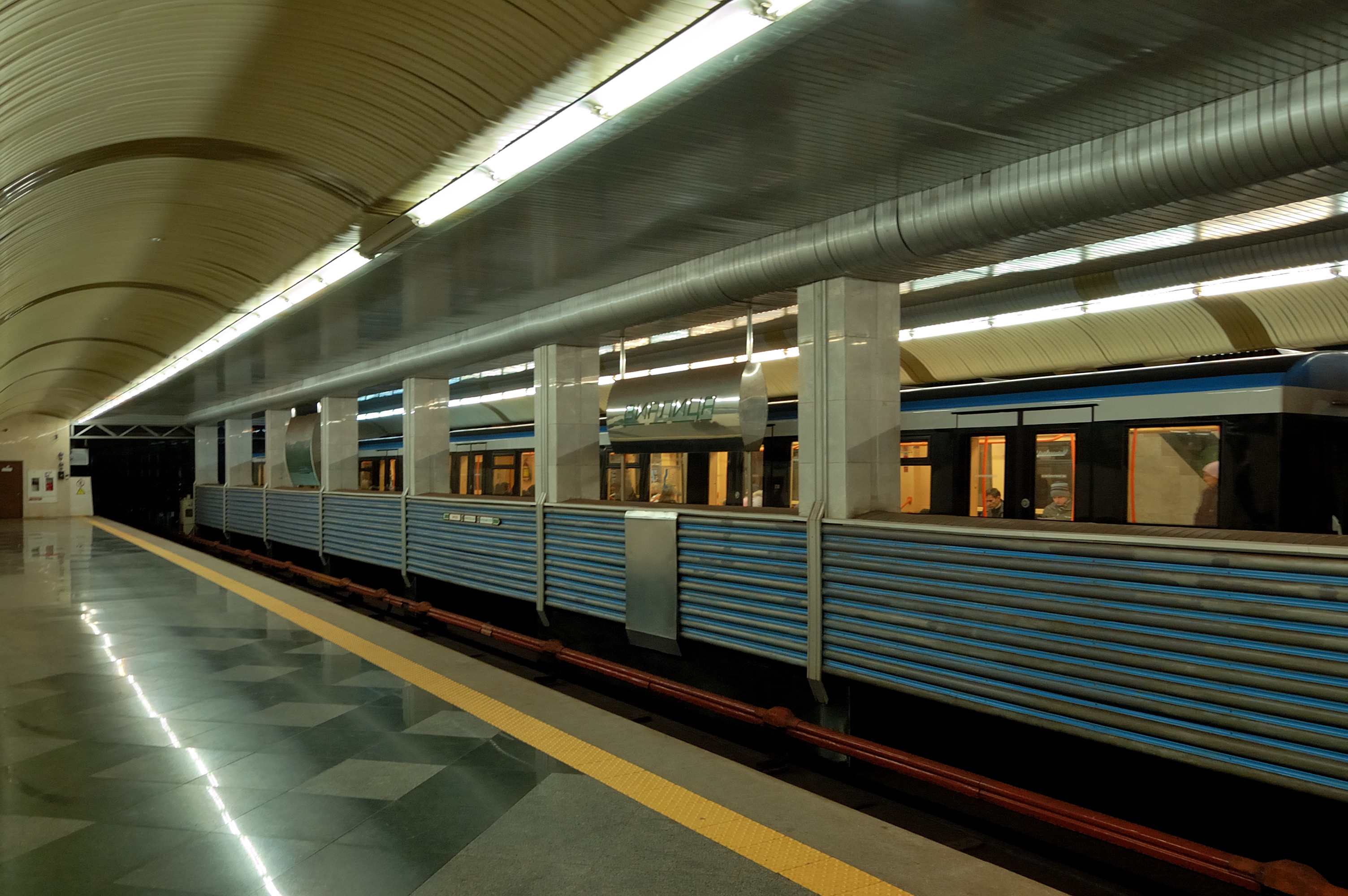
«Крюковский» поезд на станции
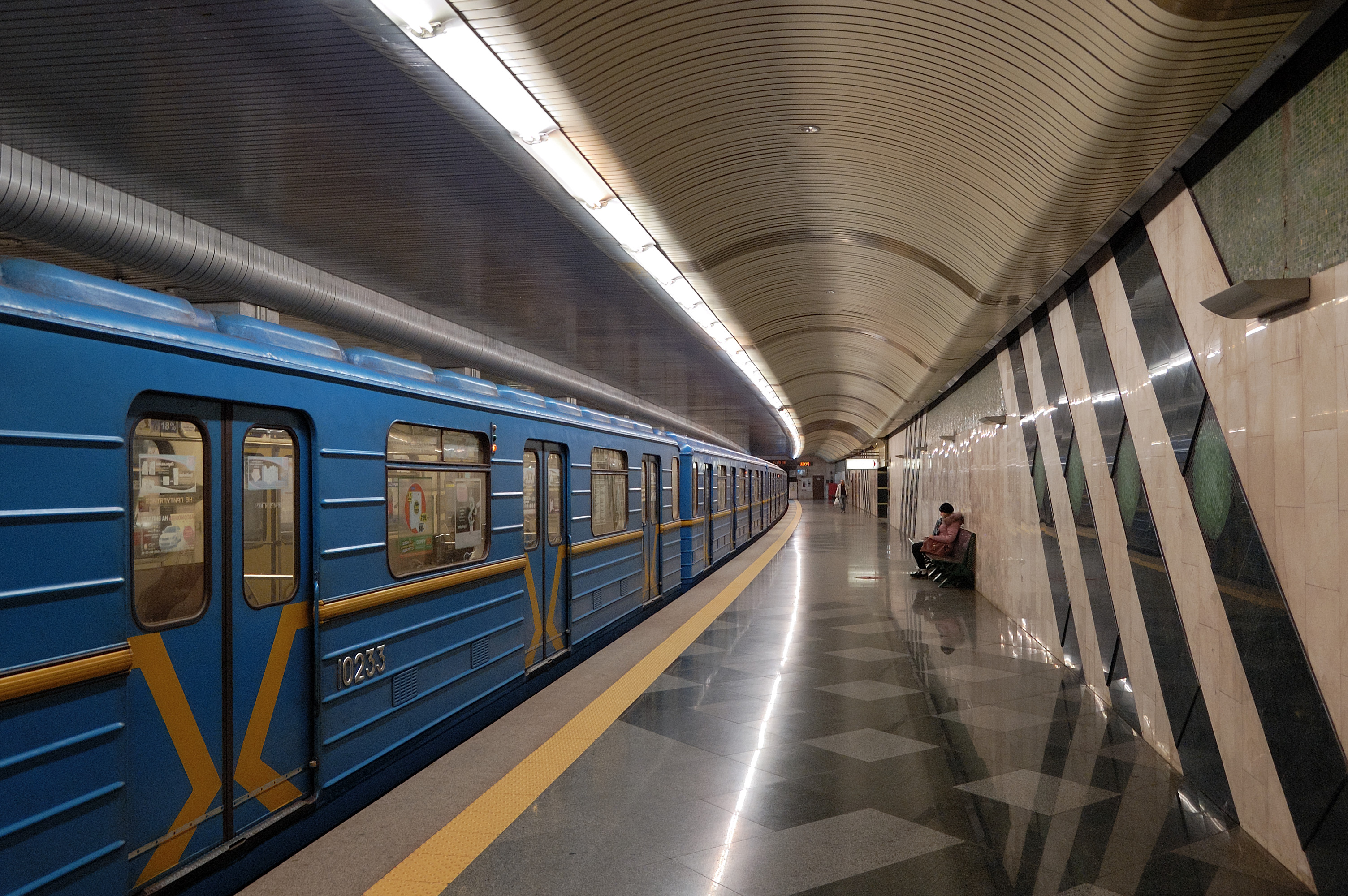
«Номерной» поезд на станции
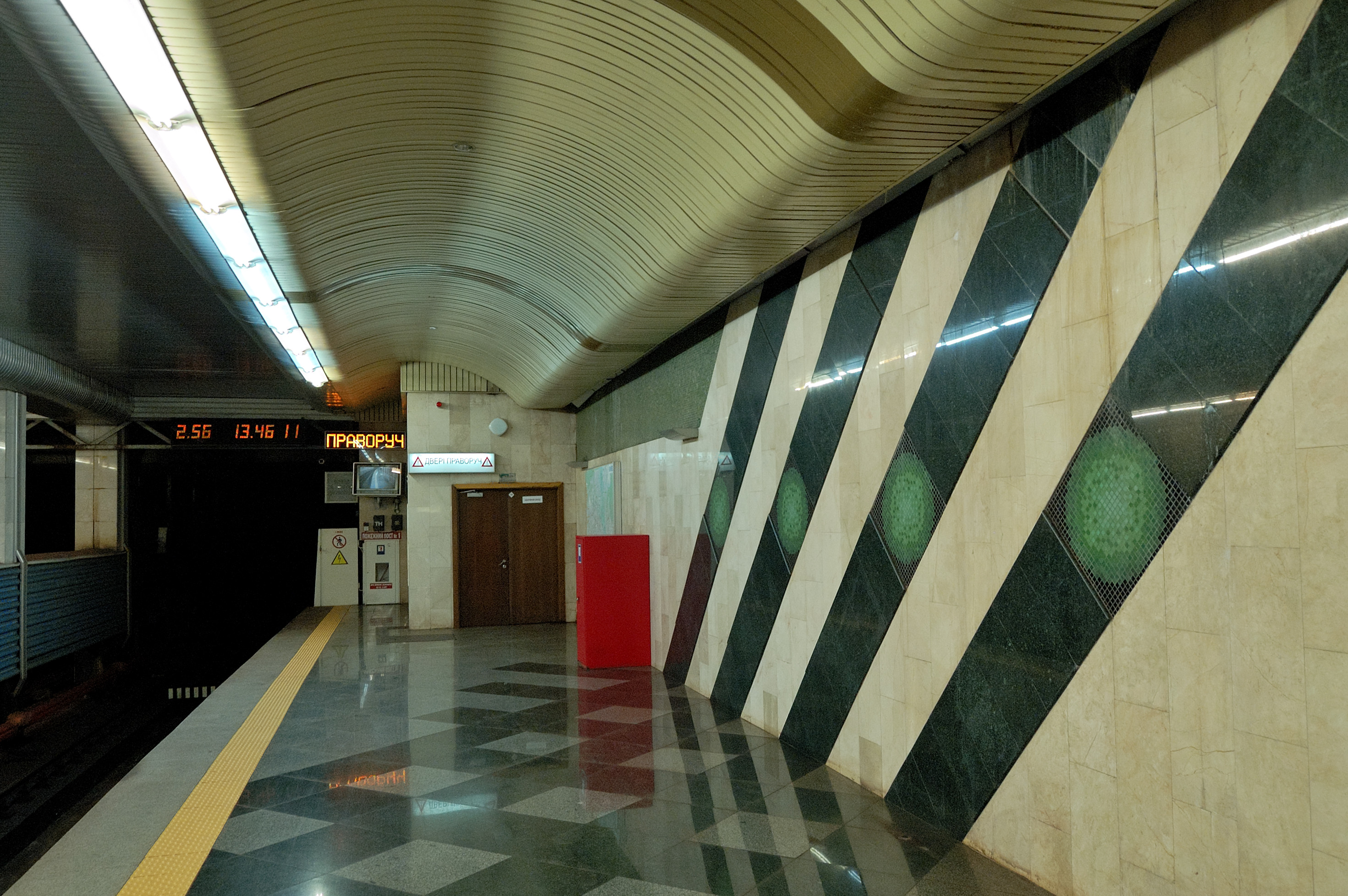
Указатель «Двери справа»
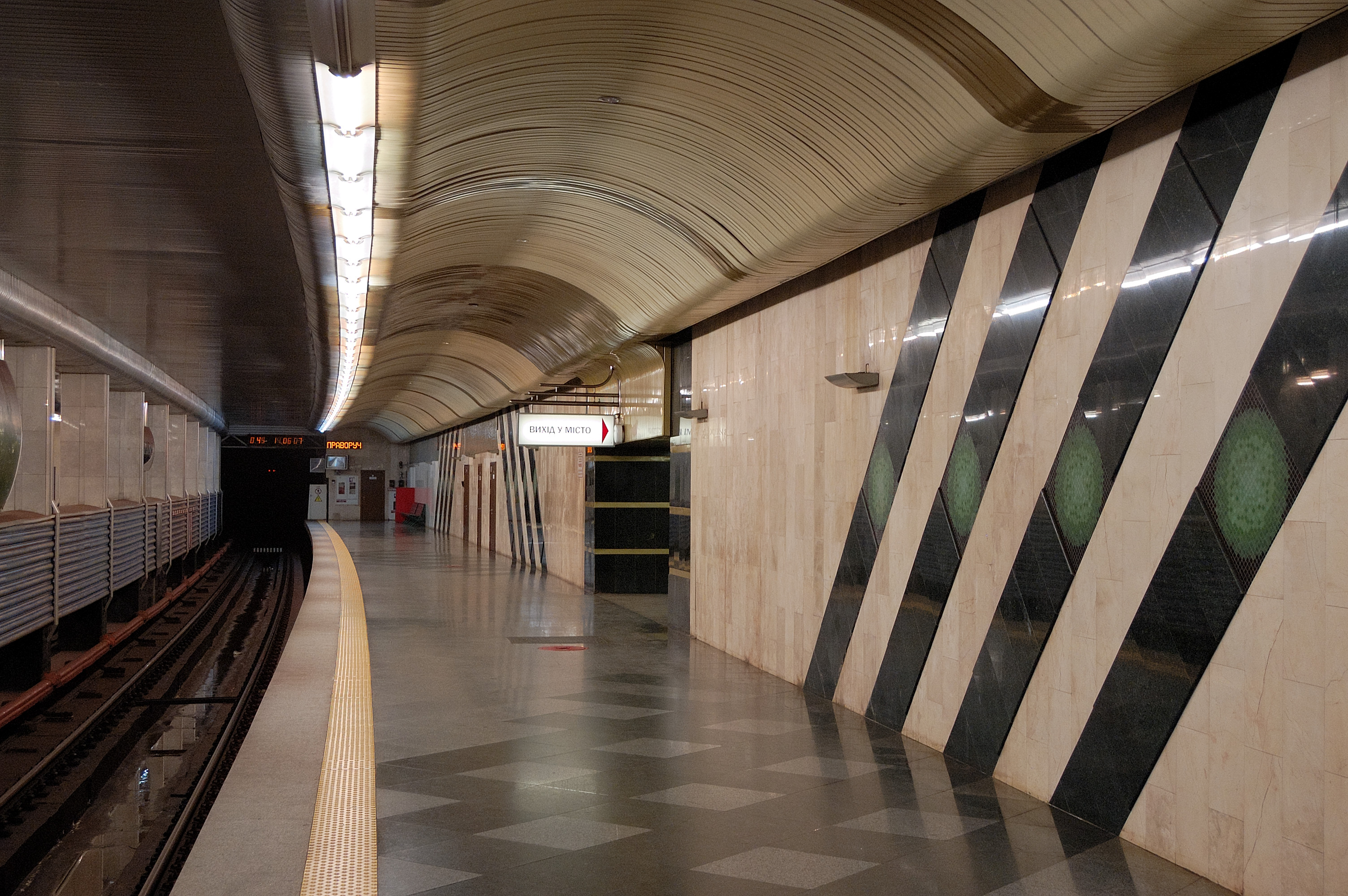
Выход с платформы
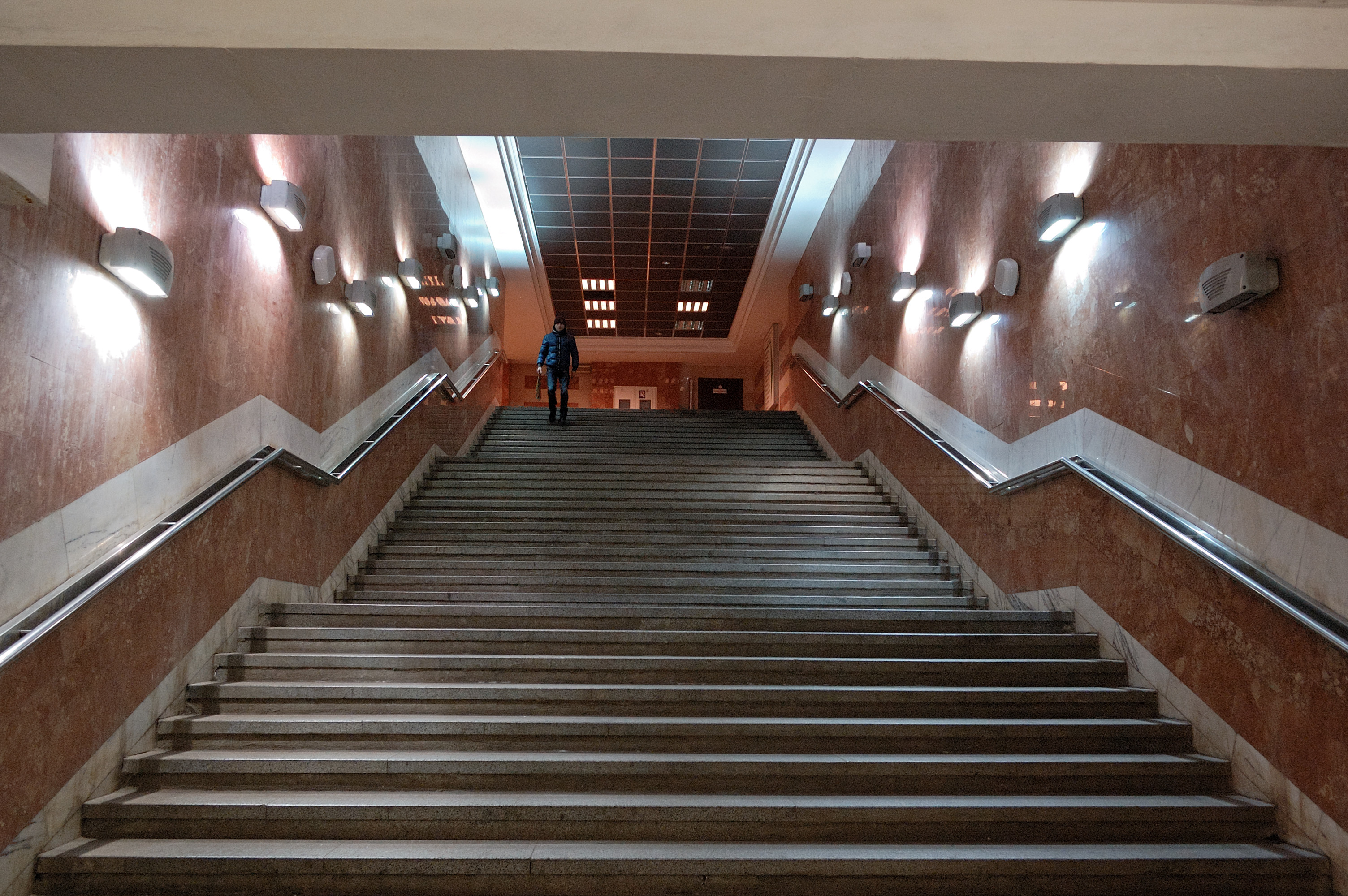
Лестница с платформы
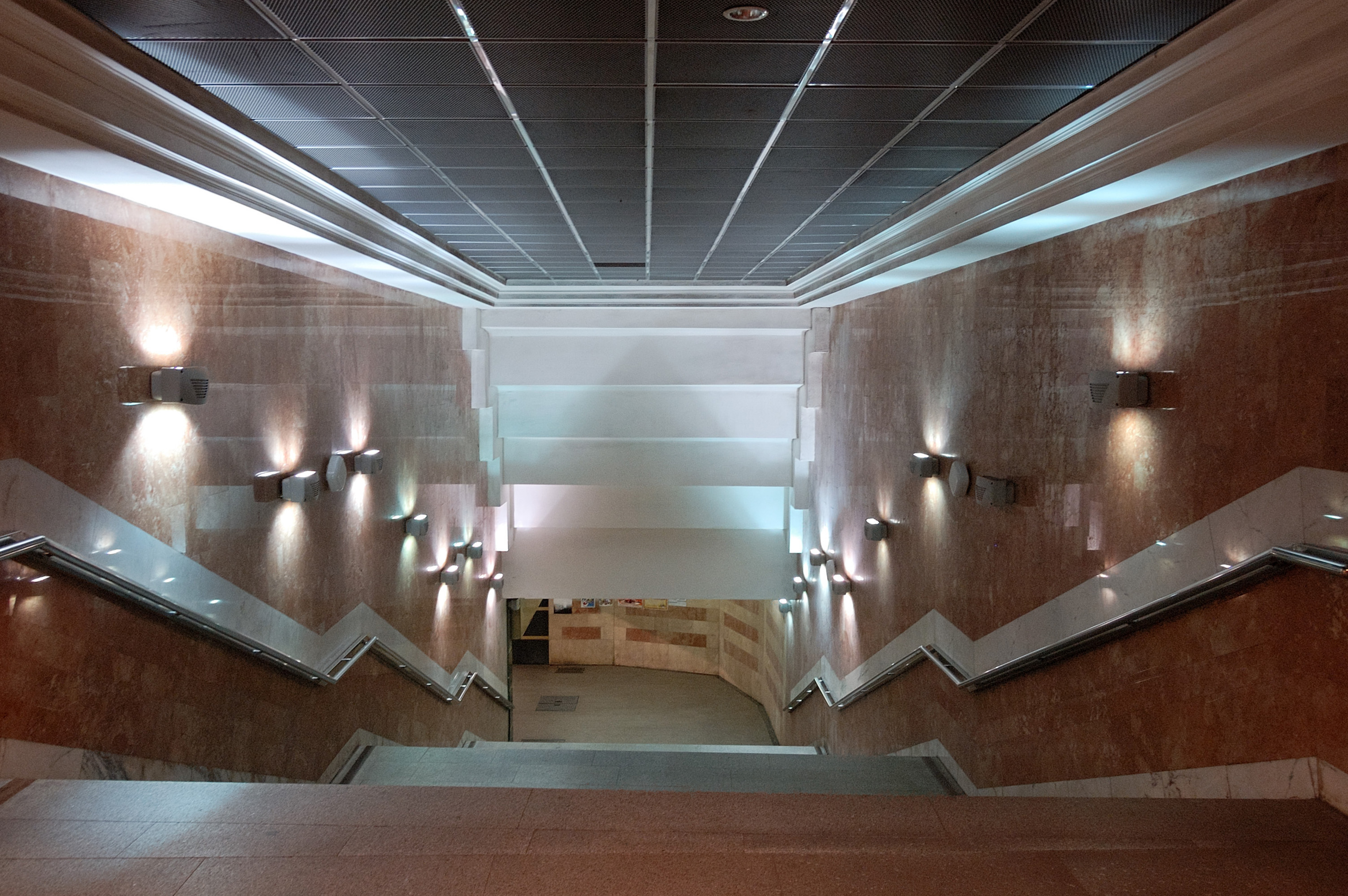
Лестница на платформу
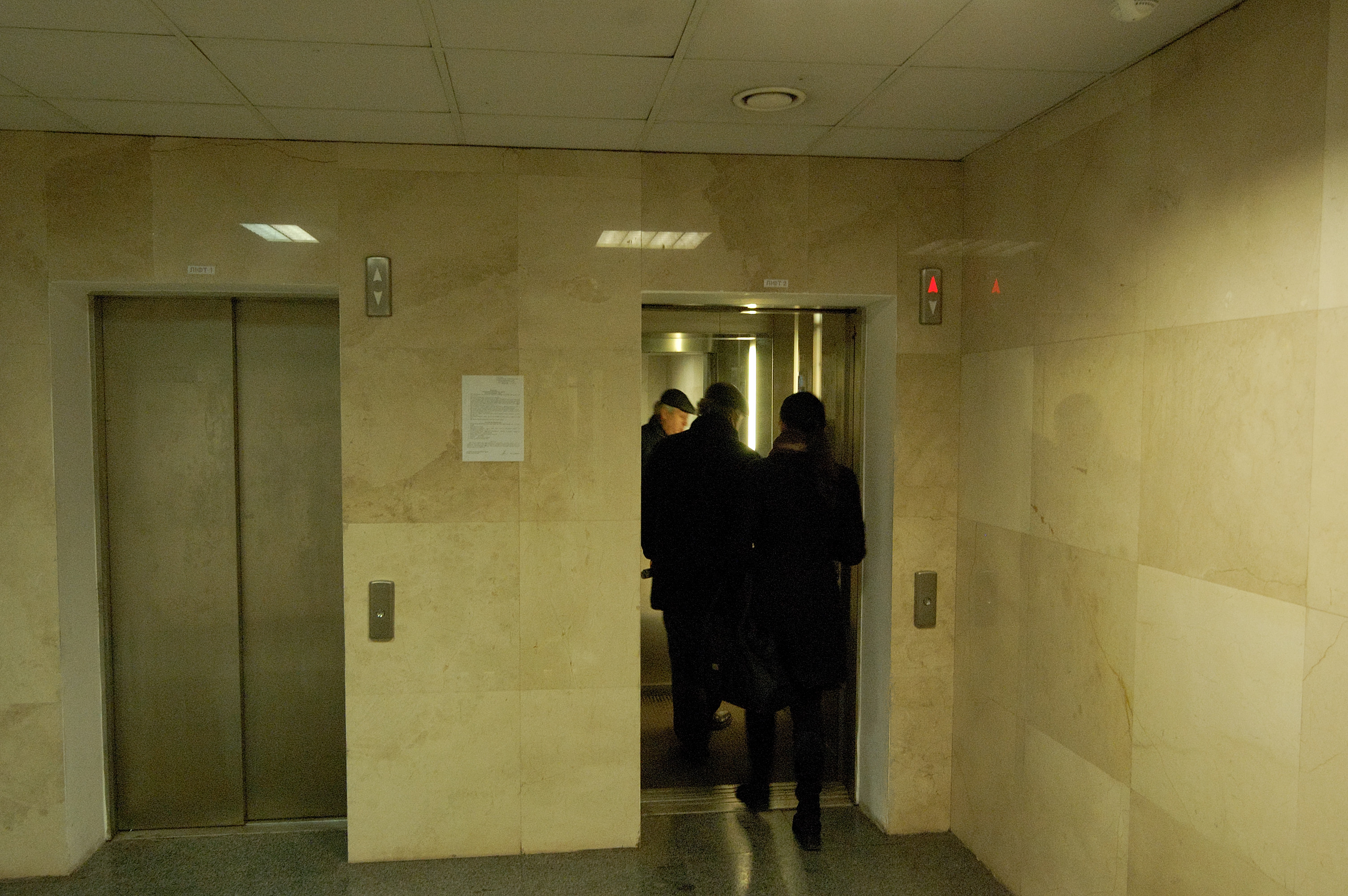
Лифт на станции
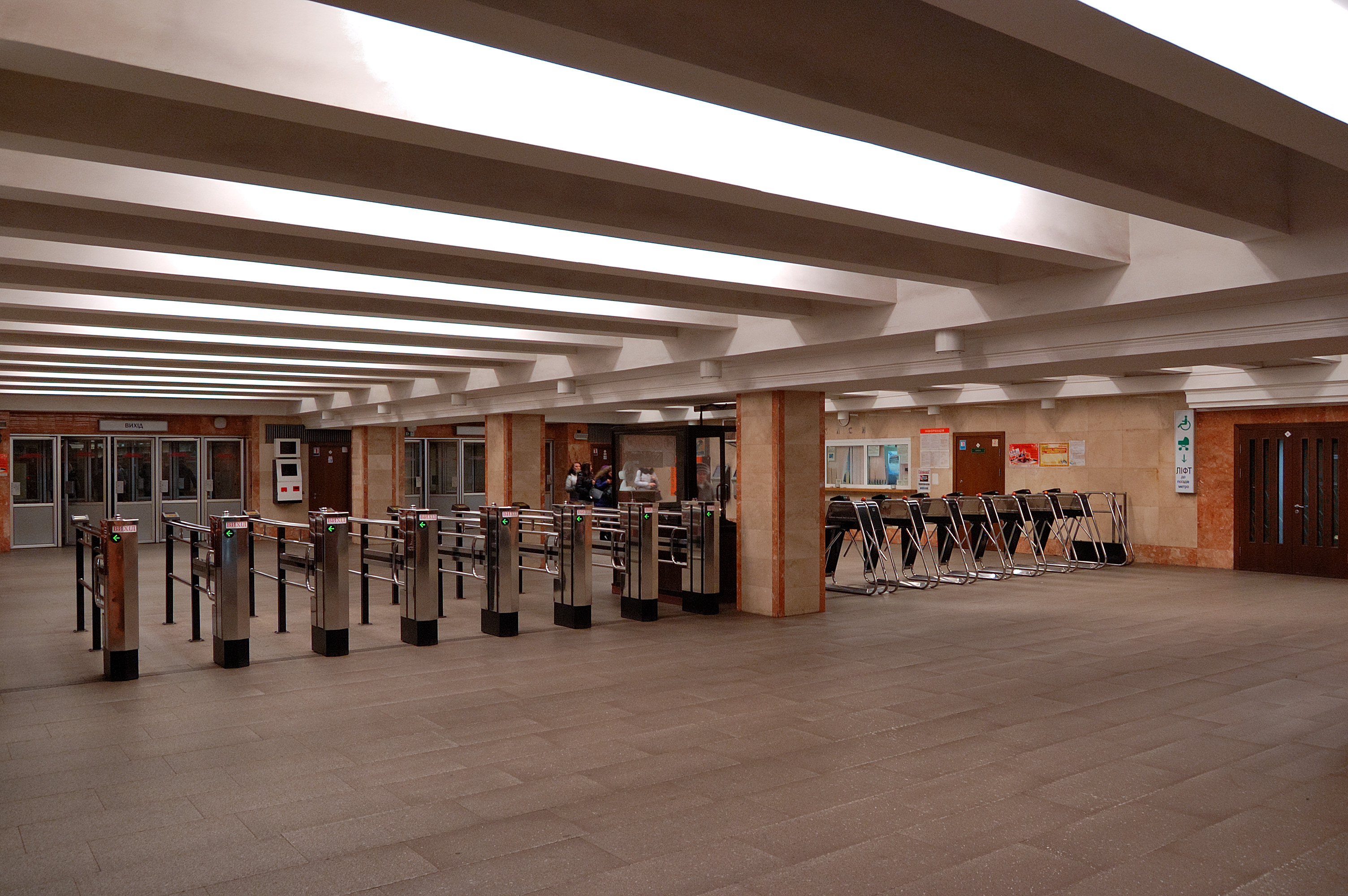
Подземный вестибюль
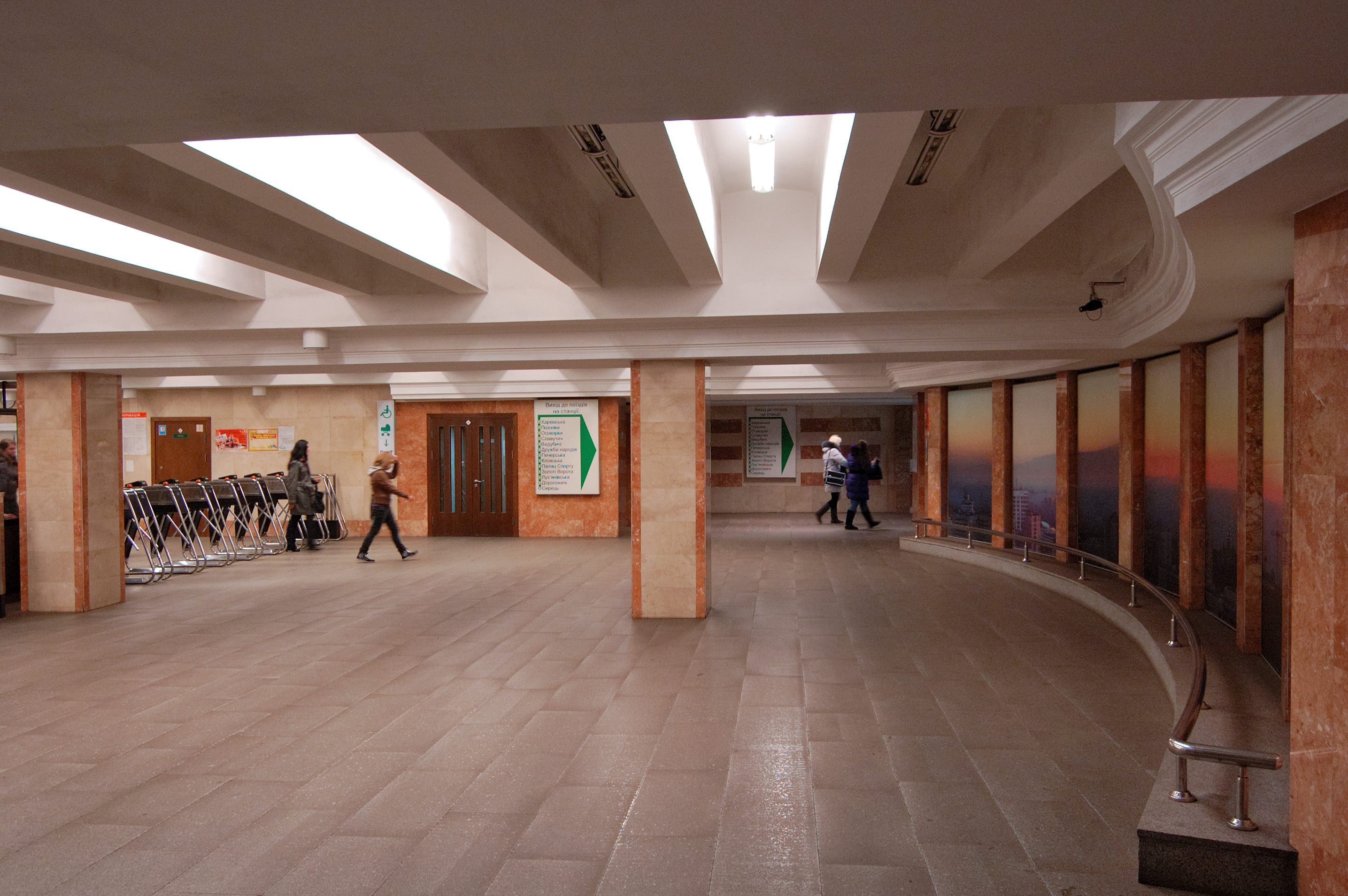
Подземный вестибюль

## Режим работы
Открытие — 5:28, закрытие — 0:00
Отправление первого поезда в направлении:
- ст. «Красный хутор» — 6:16
- ст. «Сырец» — 5:33

Отправление последнего поезда в направлении:
- ст. «Красный хутор» — 0:41
- ст. «Сырец» — 0:04

Расписание отправления поездов в вечернее время суток (после 22:00) в направлении:
- ст. «Красный хутор» — 22:44, 22:55, 23:06, 23:17, 23:28, 23:39, 23:50
- ст. «Сырец» — 22:11, 22:22, 22:33, 22:45, 22:58, 23:09, 23:20, 23:31, 23:42, 23:53